# U19-världsmästerskapet i basket för herrar
U19-världsmästerskapet i basket för herrar hade premiär 1979.

## Resultat
| År   | Värdnation | Final           | Final          | Final             | Match om tredjepris | Match om tredjepris | Match om tredjepris |
| År   | Värdnation | Vinnare         | Resultat       | Tvåa              | Trea                | Resultat            | Fyra                |
| ---- | ---------- | --------------- | -------------- | ----------------- | ------------------- | ------------------- | ------------------- |
| 1979 | Brasilien  | USA U19         | Gruppspel      | Brasilien U19     | Argentina U19       | Gruppspel           | Jugoslavien U19     |
| 1983 | Spanien    | USA U19         | 82–78          | Sovjetunionen U19 | Brasilien U19       | 71–66               | Spanien U19         |
| 1987 | Italien    | Jugoslavien U19 | 86–76          | USA U19           | Italien U19         | 77–66               | Västtyskland U19    |
| 1991 | Kanada     | USA U19         | 90–85          | Italien U19       | Argentina U19       | 74–71               | Jugoslavien U19     |
| 1995 | Grekland   | Grekland U19    | 91–73          | Australien U19    | Spanien U19         | 77–64               | Kroatien U19        |
| 1999 | Portugal   | Spanien U19     | 94–87          | USA U19           | Kroatien U19        | 66–59               | Argentina U19       |
| 2003 | Grekland   | Australien U19  | 126–920        | Litauen U19       | Grekland U19        | 73–64               | Kroatien U19        |
| 2007 | Serbien    | Serbien U19     | 74–69          | USA U19           | Frankrike U19       | 75–67               | Brasilien U19       |
| 2009 | Australien | USA U19         | 88–80          | Grekland U19      | Kroatien U19        | 87–81               | Australien U19      |
| 2011 | Lettland   | Litauen U19     | 85–67          | Serbien U19       | Ryssland U19        | 77–72               | Argentina U19       |
| 2013 | Tjeckien   | USA U19         | 82–68          | Serbien U19       | Litauen U19         | 106–100             | Australien U19      |
| 2015 | Grekland   | USA U19         | 000 79–71 (OT) | Kroatien U19      | Turkiet U19         | 80–71               | Grekland U19        |
| 2017 | Egypten    | Kanada U19      | 79–60          | Italien U19       | USA U19             | 96–72               | Spanien U19         |
| 2019 | Grekland   | USA U19         | 93–79          | Mali U19          | Frankrike U19       | 73–68               | Litauen U19         |
| 2021 | Lettland   | USA U19         | 83–81          | Frankrike U19     | Kanada U19          | 101–92              | Serbien U19         |
| 2023 | Ungern     | Spanien U19     | 73–69 (ÖT)     | Frankrike U19     | Turkiet U19         | 84–70               | USA U19             |
| 2025 | Schweiz    | USA U19         | 109–76         | Tyskland U19      | Slovenien U19       | 91–87               | Nya Zeeland U19     |